# Melissa Sagemiller
Melissa Sagemiller (Washington, 1º giugno 1974) è un'attrice statunitense.

## Biografia
Fin da bambina ha studiato danza ed ha iniziato a recitare a nove anni. Laureata in storia dell'arte, ha lavorato anche in televisione. Ha debuttato nel 2000 nella serie Law & Order - Unità vittime speciali, in un episodio della prima stagione, tornando a recitare nella stessa serie nella dodicesima stagione, nel 2010, nel ruolo del vice procuratore Gillian Hardwicke.

## Filmografia

### Cinema
- Get Over It, regia di Tommy O'Haver (2001)

- Soul Survivors - Altre vite (Soul Survivors), regia di Steven Carpenter (2001)
- Sorority Boys, regia di Wallace Wolodarsky (2002)
- Love Object, regia di Robert Parigi (2003)
- In ostaggio (The Clearing), regia di Pieter Jan Brugge (2004)
- Life on the Ledge, regia di Lewis Helfer (2005)
- Standing Still, regia di Matthew Cole Weiss (2005)
- The Guardian - Salvataggio in mare (The Guardian), regia di Andrew Davis (2006)
- Mr. Woodcock, regia di Craig Gillespie (2007)
- In Fidelity, regia di Alex Nesic - cortometraggio 2010)

### Televisione
- Senza traccia (Without a Trace) – serie TV, episodio 4x10 (2005)
- Sleeper Cell – serie TV, 17 episodi (2005-2006)

- Eleventh Hour – serie TV, episodio 1x18 (2009)
- Avvocati a New York (Raising the Bar) – serie TV, 25 episodi (2008-2009)
- The Rockford Files, regia di Michael W. Watkins – film TV (2010)
- Law & Order - Unità vittime speciali (Law & Order: Special Victims Unit) – serie TV, 11 episodi (2000-2011)
- Chicago Fire – serie TV, episodio 1x23 (2013)
- Qualcosa di magico (All I Want for Christmas), regia di Fred Olen Ray – film TV (2013)
- Chicago P.D. – serie TV, episodio 1x01 (2014)
- Person of Interest – serie TV, episodio 3x15 (2014)
- La promessa di Babbo Natale (The Santa Con), regia di Melissa Joan Hart (2014)